# Румянцев, Владимир Дмитриевич
Владимир Дмитриевич Румянцев (21 февраля 1957, Череповец — 9 октября 2019, Санкт-Петербург) — российский художник. Член Общества акварелистов Санкт-Петербурга и Союза художников России. Знаменит картинами с изображениями «Петербургских котов».

## Биография
Родился в городе Череповце Вологодской области.
Мать: Корнилова Софья Ивановна, уроженка Архангельской губернии.
Отец: Румянцев Дмитрий Дмитриевич, уроженец села Якунино Северного Урала. Родители будущего художника работали на Череповецком металлургическом заводе, отец был первым нормировщиком доменного цеха, а мать - первым заместителем директора завода.
Был вторым ребенком в семье. Старший брат, Гера, пошёл работать на завод по стопам родителей. Ещё в четыре года у Владимира появился интерес к живописи. 

## Деятельность
1968-1972 учился в Череповецкой художественной школе, был ее первым учеником. 
С 1972 года Владимир жил в Ленинграде. 
1972-1976 учился в Ленинградском художественном училище  им. В. А. Серова по специализации промышленная графика и реклама. Там же познакомился с будущей женой Шепелевой Ириной Борисовной, также студенткой училища.
1976-1978 служил в армии.
В 1978 году женился. Отец двоих детей, дочь Екатерина 1980 года рождения, сын Петр 1990 года рождения.
1980-1986 учился в Санкт-Петербургском государственном институте живописи, скульптуры и архитектуры имени И. Е. Репина. 
1985-1989 преподавал рисунок в ЛХУ им. Н. Рериха.
Жил и работал в Санкт-Петербурге. Сотрудничал с издательствами, оформлял книги. Участвовал в международных конкурсах карикатуристов.
Наибольшую известность ему принесли картины, на которых изображены «Петербургские коты».
Владимир Румянцев умер 9 октября в возрасте 62 лет.

## Выставки
С 1993 года Владимир Дмитриевич был членом Российского Союза художников. Он принимал участие во многих выставках по всей стране.
С 1995 года — постоянный участник выставок в Великобритании.

### Творчество
Работы Владимира Дмитриевича Румянцева можно встретить:
- в восьми музейных коллекциях России,
- в частных коллекциях
  - Германии,
  - Финляндии,
  - США,
  - Великобритании,
  - Швеции.

Этюды серии «Петербургские коты» выполнены в светлых ярких тонах. В мрачных, депрессивных тонах выполнена серия-комикс «Колобок».
В 2014 году выпустил альбом «Коты», в 2017 году выпустил второй альбом «НеКоты». В этих альбомах наиболее полно представлены работы художника и его размышления о своем творчестве.